# О’Нил, Ричард Уильям
Ричард Уильям О’Нил (англ. Richard William O'Neill; 28 августа 1898, Нью-Йорк-Сити, Нью-Йорк, США — 9 апреля 1982, Хоуторн, Уэстчестер, Нью-Йорк) — первый лейтенант армии США, кавалер высшей военной награды США — медали Почёта.

## Биография

### Молодые годы
Ричард Уильям О’Нил родился 28 августа 1898 года в Нью-Йорке в ирландско-американской семье Джона О’Нила, коренного ирландца из английского Ливерпуля, и Энн Уотсон, уроженки США, имевшей ирландские корни. Ричард вырос в Гарлеме и стал профессиональным боксёром, одержав за время карьеры победы в 12 поединках.

### Военная служба
После начала Первой мировой войны в возрасте 18 лет О’Нил был призван на действительную военную службу в армию США и зачислен в ряды Национальной гвардии Нью-Йорка. В июне 1916 года он получил звание сержанта и переведён в 69-й полк, сформированный из ирландцев-католиков Нью-Йорка. Вместе с О’Нилом служили выходцы из ирландских кварталов Гарлема, округа Газхаус, Пяти Углов, Адской кухни, Ист-Сайда и Вест-Сайда, Бруклина, Квинса, Лонг-Айленд-Сити, Рокавэя, Статен-Айленда и Бронкса. В составе своего полка О’Нил принял участие в экспедиции против Панчо Вильи на территории Мексики. В августе 1916 года 69-й полк был переименован в 165-й, а в апреле 1917 года — определён в 42-й «Радужную» дивизию. С 1 сентября по 25 октября 1917 года солдаты полка проходили обучение на базе «Кэмп-Миллс», в ноябре были отправлены во Францию, куда прибыли в феврале, после чего соединились с французским 32-м батальоном шассёров. С мая по июнь они участвовали в оборонительных операциях в секторе «Баккара» в Лотарингии, а затем перемещены в регион Шампань для отражения немецкого наступления, начавшегося 15 июля, которое было остановлено три дня спустя в ходе контратаки союзников. 25 июля 42-я дивизия была прикреплена к американскому I корпусу, находившемуся рядом с французской Шестой армией к юго-западу от Реймса, в результате чего было облегчено положение 26-й дивизии. 26 июля части 42-й дивизии приступили к атакам на противника у реки Урк, которые к 28 июля переросли в полномасштабные боевые действия.
30 июля 1918 года 165-й полк был вынужден остановиться примерно в миле к северу от реки Урк перед фермой «Мерси». После этого 20-летний сержант О’Нил взял на себя командование взводом роты «D» из оставшихся 42 человек и принял решение очистить близлежащий лес Брюле от позиций немецких пулемётчиков. Быстро продвигаясь вперёд и отделившись от своих солдат, он остался один с разряженным ружьём, пистолетом и несколькими гранатами. Заметив рядом с собой покрытый камуфляжем блиндаж, О’Нил вбежал в него и, к своему удивлению, увидел у пулемёта 25 немцев, поразившихся его появлению. Быстро отреагировав, О’Нил бросил в них гранату и открыл огонь из пистолета. Будучи вынужденным вступить в рукопашный бой с тремя бросившимися на него немцами, О’Нил продолжил сопротивление и, продолжив отражать удары, убил их всех. После этого, к своему изумлению, он обнаружил, что около 20 остальных немцев подняли руки в знак сдачи. Уничтожив укрепления противника и поведя пленных в расположение своего взвода, О’Нил попал под немецкий огонь из другого пулемётного гнезда, в результате которого все сдавшиеся погибли. Не имея возможности отползти или уйти с линии атаки, он скатился с холма, после чего был эвакуирован с поля боя. Товарищи завернули О’Нила в одеяло и понесли в медпункт, однако он, несмотря на семь ранений, потребовал приёма у своего командира генерала Уильяма Донована, которому сообщил важную информацию.
В октябре 1918 года, после выписки из госпиталя, находившегося у границы с Испанией, О’Нил прибыл в расположение своего полка и принял участие в Мёз-Аргоннском наступлении, во время которого получил одиннадцатое ранение, но уже в руку, оставшуюся частично парализованной. Всю войну он прошёл с фотографией возлюбленной Эстель Джонсон, своей соседки по Гарлему, которая, однако, вышла за его сослуживца — капеллана Фрэнсиса Даффи.

### Награждение медалью Почёта
5 июля 1921 года президент США Уоррен Гардинг за «выдающиеся храбрость и отвагу, проявленные с риском для жизни и превышающие долг службы в бою с врагом на реке Урк» наградил 23-летнего Ричарда О’Нила медалью Почёта.

Президент Соединенных Штатов Америки, от имени Конгресса, с гордостью представляет Медаль Почета сержанту Ричарду Уильяму О’Нилу (ASN: 89741), Армии Соединенных Штатов, за экстраординарный героизм, проявленный 30 июля 1918 года во время службы в роте D, 165-й полка, 42-й дивизии, в бою на реке Урк, Франции. Продвигаясь к линии фронта, он напал на отряд из 25 противников. В ходе последовавшего рукопашного боя он выдержал пистолетные раны, но героически продолжил продвижение, во время которого он получил дополнительные ранения; и несмотря на большое физическое напряжение, он остался в ведущей команде своего отряда. Будучи вторично раненым, он был вынужден согласиться на эвакуацию из-за слабости и потери крови, но настоял на приёме у первого командира батальона, чтобы передать ему ценную информацию относительно позиций противника и расположения наших войск.
Оригинальный текст (англ.)The President of the United States of America, in the name of Congress, takes pleasure in presenting the Medal of Honor to Sergeant Richard William O'Neill (ASN: 89741), United States Army, for extraordinary heroism on 30 July 1918, while serving with Company D, 165th Infantry, 42d Division, in action at Ourcq River, France. In advance of an assaulting line, Sergeant O'Neill attacked a detachment of about 25 of the enemy. In the ensuing hand-to-hand encounter he sustained pistol wounds, but heroically continued in the advance, during which he received additional wounds; but, with great physical effort, he remained in active command of his detachment. Being again wounded, he was forced by weakness and loss of blood to be evacuated, but insisted upon being taken first to the battalion commander in order to transmit to him valuable information relative to enemy positions and the disposition of our men.

О’Нил получил свою награду 21 ноября 1921 года на церемонии в Фордемском университете, рядом с госпиталем, где проходил лечение — медаль ему вручил французский маршал Фердинанд Фош, что стало единственным прецедентом такого рода за всю историю медали Почёта.

### Последующая жизнь

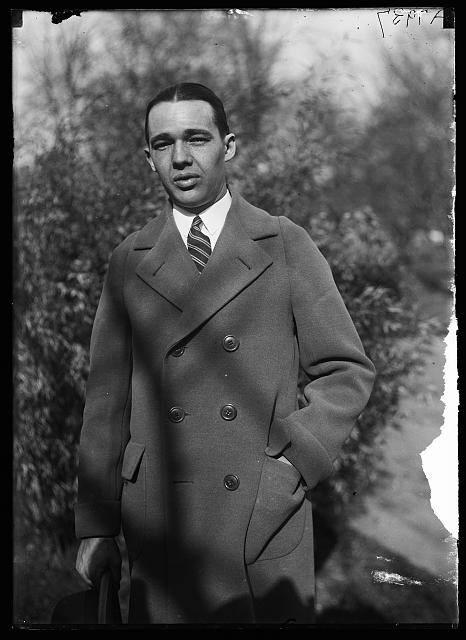
Ричард О’Нил, 1920-е годы

Вернувшись в Нью-Йорк, О’Нил был повышен в звании до первого лейтенанта, а затем ушёл в отставку с военной службы. Всю оставшуюся жизнь он испытывал проблемы со здоровьем, ставшие последствием боевых ранений ног.
В 1919 году он окончил профессиональные строительные курсы в Сити-колледже и выучился на инженера-электрика в Колумбийском университете, в частности, был занят на строительстве моста Джорджа Вашингтона. Затем он занялся бизнесом: некоторое время он работал продавцом, а затем открыл свой винный магазин рядом с отелем «Waldorf Astoria». В 1921 году О’Нил женился на Эстель Джонсон и поселился на 114-й улице в Нью-Йорке. Своему сыну, родившему в 1927 году, он дал имя Уильям Донован О’Нил — в честь командира 165-го полка и кавалера медали Почёта Уильяма Донована.
В 1922 году на первом съезде американских ветеранов-инвалидов штата Нью-Йорк, О’Нил, как наиболее известный участник Первой мировой войны из Нью-Йорка, был единогласно выбран первым героем штата, а губернатор Натан Миллер назначил его представителем штата на церемонии открытия Зала славы Калифорнии в Сан-Франциско. В 1940 году совет старейшин Нью-Йорка назвал в честь О’Нила треугольный парк на Элтон-авеню, 161-й и 163-й улицами.
Во время Второй мировой войны О’Нил работал в Управлении стратегических служб под начальством своего близкого друга и соратника генерал-майора Донована, создавшего эту организацию после назначения на пост координатора информации в 1941 году президентом США Франклином Рузвельтом. В то же время, младший О’Нил вступил в 88-ю дивизию «Голубые дьяволы» и служил в Италии под командованием генерала Брайанта Мура.
На протяжении долгих лет О’Нил жил в Мидленд-Гарденсе в Бронксвилле, где держал магазин спиртных напитков. Он был активным членом бронксвильсского отделения Американского легиона и участвовал в проводившихся им мероприятиях. В 1967 году он стал Великим маршалом на параде в День поминовения в Бронксвилле.
В 1975 году губернатор Хью Кэри открыл «Зал О’Нила» в казармах Камп-Смит в Пикскилле. В последние годы О’Нил жил в Бронксвилле.
Ричард Уильям О’Нил скончался 9 апреля 1982 года в возрасте 84 лет в доме престарелых Розари-Хилл-Хоум в Хоуторне (округ Уэстчестер, штат Нью-Йорк). Похороны прошли на кладбище «Врата Небес». Вторым кавалером медали Почёта, похороненным в этом месте, стал Роберт Мюррей, участник войны во Вьетнаме.

## Память
В 2009 году в Истчестере, штат Нью-Йорк был открыт «Мемориал Медали Почёта Конгресса», на одной из памятных досок которого увековечено имя О’Нила и рассказывается о его подвиге.
В 2015 году на кладбище «Врата Небес» был открыт «Мемориальный парк Медали Почёта», в котором установлены памятники О’Нилу и Мюррею.

## Награды
О’Нил является наиболее награждённым участником Первой мировой войны из Нью-Йорка. Он был удостоен четырнадцати наград, в том числе от семи правительств иностранных государств: медаль Почёта (США), медаль Победы в Первой мировой войне с пятью пряжками (США), медаль Службы на мексиканской границе (США), Крест выдающейся службы (штат Нью-Йорк), медаль Службы на Первой мировой войне (штат Нью-Йорк), медаль Службы на мексиканской границе (штат Нью-Йорк), Военный крест с пальмой и двумя звёздами (Франция), Воинская медаль (Франция), Военный крест (Бельгия), офицер Ависского ордена (Португалия), Крест за боевые заслуги (Италия), офицер ордена Звезды Румынии (Румыния), Медаль за храбрость (Черногория), орден Белого орла (Сербия). Медаль Почёта хранится в Военном музее штата Нью-Йорк (Дивизион штата Нью-Йорк по военным и морским делам).